# 윤탁연
윤탁연(尹卓然, 1538년 5월 15일 ~ 1594년 5월 28일)은 조선 중기의 문신으로 자는 상중(尙中), 호는 중호(重湖), 시호는 헌민(憲敏), 본관은 칠원(漆原)이다. 윤석보(尹碩輔)의 증손이다.
1559년(명종 14) 알성문과에 급제한 후 삼사의 요직을 역임학 명종실록의 편찬에 참여했다. 이후 동래부사, 상주목사, 경기감사 등 지방관으로도 활동했고, 승지, 예조참판 등을 역임했다. 1580년(선조 13년)에도 경회루에서 열린 중시문과에 장원으로 급제하였다. 1590년 종계변무에 성공하자 광국공신 3등훈에 책록되고 칠계군에 봉작되었다. 1592년 임진왜란이 터지자 의병을 모집하고 왜군과 싸우던 중 객사하였다. 퇴계 이황의 문인이다. 경기 광주 출신.

## 생애

### 생애 초반
1538년 5월 15일에 경기도 광주군(현 성남시)에서 태어났으며, 우부대언(右副代言)을 지낸 윤척(尹摭)의 후손이자 우봉현령과 사온서령 윤이(尹伊)와 김윤선(金胤先)의 딸 안동김씨(安東金氏)의 아들이다. 증조부는 청백리 윤석보(尹碩輔)이고, 할아버지는 내섬시판관을 지내고 증 이조참판과 증 자헌대부이조판서에 추증된 윤문형이다. 감사를 지낸 윤풍형(尹豊亨)의 종손이 된다. 부인은 여산 송씨로 동지중추부사 송맹경의 딸이다.
아버지 윤이는 현령에 그쳤지만 뒤에 증 의정부좌찬성과 증 순충보조공신 대광보국 의정부 영의정에 추증되고 귀원부원군으로 추봉되는데 모두 그가 출세해서 내려진 증직이다. 조부 윤문형 역시 이조참판과 이조판서로 거듭 추증되는데 역시 그의 출세로 인한 증직이다.
어려서 퇴계 이황의 문하에서 수학하였다. 1558년(명종 13) 사미시에 합격하여 진사가 되고 1559년(명종 14) 알성 문과(謁聖文科)에 병과로 급제하여 승문원에 소속되었다. 이후 사관(史官)으로 활동하다가 1565년(명종 20) 다시 알성 문과에 합격하였다.

### 관료 생활
이후 승정원주서로 임명되고 명종이 병이 들자 입시하여 명종의 유언을 받아적고 덕흥군 초의 셋째 아들이라고 받아 적다가, 만약 누군가의 위변조를 염려하여 삼(三) 대신 삼(參)자로 써서 임기응변을 칭찬받았다. 선조 즉위 후 1568년(선조 1) 전적, 사간원의 정언을 지내고, 천추사의 서장관이 되어 명나라에 다녀왔다. 귀국 후 홍문관부수찬ㅇ 임명되었다가 이어 홍문관수찬으로 지제교검토관과 춘추관기사관을 겸임하고 명종의 임종 시에는 직접 이준경 등과 함께 입시하여 명종의 유언을 받아 기록하였다. 1568년 이후 《명종 실록》편찬에도 참여하였다.
1573년(선조 6)에 명나라에 종계 변무 주청사 이후백(李後白)·윤근수(尹根壽)가 파견되자 그는 주청사의 서장관으로 다시 명나라에 다녀왔고 이후 1574년 사헌부지평과 장령, 교리, 의정부검상과 사인 등을 역임하였다. 1575년(선조 8) 11월 13일 동래 부사로 발탁되었으나 1576년 7월 24일 부친상으로 사직한 뒤, 3년간의 여묘살이를 마치고 복귀하였다.
1579년(선조 13) 승선이 되어 춘당대에서 실시한 기묘 문신정시에 장원으로 급제하였다. 이어 승정원좌승지가 되었다. 1579년 상주목사로 임명되어 선정을 베풀었다. 상주목사 재직 시 선정을 베풀어서 송덕비가 세워졌고, 선조 임금은 그에게 표리 1벌을 상으로 주었다. 1580년(선조 13) 춘당대(春塘臺)에서 실시한 문신 정시/9庭試)에 장원으로 급제하여 가선대부(嘉善大夫)로 승진, 바로 승정원좌승지가 되었다가 도승지로 승진하고 예조참판이 되었다. 그 해에 경회루에서 실시한 중시문과에 다시 장원으로 급제, 종2품 가선대부로 승진하였다. 그 해 예조참판을 지내고 1582년 영남 지방에 대흉년이 들자 경상도관찰사로 특채되었고 경상감사 재직 중 가의대부로 승진했다. 경상도의 흉년을 궂하고 돌아와 1583년 형조참판이 되었다. 1583년 형조에서 죄인을 다스릴 때 임신한 여자를 장형에 처하여 낙태치사하게 한 책임으로 형조판서 강섬(姜暹)과 함께 좌천되었다.
영남 지방을 소생시킨 공로로 예조로 임명되었다가 또 지신사(知申事)로 옮겨서 동지춘추관사와 승문원제조(承文院提調) 겸직했다. 얼마 뒤에 한성판윤으로 제수되었다. 1585년(선조 18) 경기도관찰사로 부임하였으며, 이어 세 차례의 형조판서와 호조판서를 지냈다. 1590년 명나라 대명회통의 이성계가 이인임의 아들로 기록된 것이 수정되어 종계변무가 성공하자, 1591년(선조 24) 종계변무에 참여한 관료들을 포상할 때 광국공신 3등에 책록되고 정헌대부로 승진하여, 칠계군(漆溪君)에 봉작되었다. 바로 비변사유사당상(有司堂上)에 제수되었다.

### 임진왜란과 최후
1592년(선조 25) 4월 임진왜란 직후 조정이 파천하자 선조를 따라 갔다가, 피난지에서 함경도관찰사에 제수되어 왕세자 광해군을 호종하였다. 한편 임진왜란 초기에 그는 의병장 정문부(鄭文孚)와 갈등하여 그를 조정에 여러번 상소하였다 한다. 1594년 4월 2일 사헌부로부터 뇌물 관련, 술과 고기, 기생을 많이 거느리는 점과 형문 중 매질이 심하다는 이유로 탄핵을 받고 면직되었다.
송익필, 이산해 등과 함께 팔문장가의 한 사람으로 시문에 능하였다. 저서에 《중호문집》,《계사일록》, 의주 파천으로 호종하는 기간에 쓴 《중호관북일기 (重湖關北日記)》 등이 있다. 1594년 5월 함경도에 피난하였던 임해군과 순화군이 적의 포로가 되자 왕명으로 함경도도순찰사가 되어 의병을 모집하고 왜군을 방어할 계획을 세우던 중 오랜 야영 생활에 피로가 쌓여 5월 28일 막사에서 과로로 객사하였다.

### 사후
시신은 임시로 광주군 중부면 하대원리 세동(細洞) 부락 선영 임좌(任坐)에 임시로 매장했다가 뒤에 같은 광주군 중부면 하대원리(후에 하대원리가 성남시로 편입되어, 성남시 중원구 하대원동) 세동(細洞) 부락 선영 자좌(子坐)에 정식으로 매장하였다. 뒤에 양평군으로 묘를 이장하였으며, 후에 2000년대 이후 다시 경기도 여주군 금사면 도곡리 산45-1 도장골로 이장되었다. 행장은 이숙이 쓰고, 묘비문과 신도비문은 호곡 남용익(壺谷 南龍翼)이 지었다.
그의 아들 윤경원(尹慶元)은 한성부 서윤을 역임하고 임진왜란 때 순직하여 증 좌승지에 추증되었다가 다시 증 이조판서로 추증되고 칠평군에 추봉되었다.
1711년(숙종 37) 6월 16일 헌민(憲敏)이라는 시호를 받았다. 1787년(정조 11년) 함안 홍포사에 배향되었다. 1797년(정조 21년) 7월 8일 함흥 창의사(咸興彰義祠)에 제향되었다.

## 저작

### 저서
- 《계사일록 (癸巳日錄)》
- 《중호문집 (重湖文集)》
- 《중호관북일기 (重湖關北日記)》

### 작품
- 진천군 이옥정묘갈(晉川君李玉貞墓碣)

## 가족 관계
- 증조 - 윤석보(尹碩輔, ? ~ 1505년) : 홍문관직제학(弘文館直提學), 증 이조참판(贈吏曹參判)
  - 조부 - 윤문형(尹文亨)[1] : 내섬시판관(內贍寺判官), 증 이조참판
    - 아버지 - 윤이(尹伊, 1502년 ~ 1576년)[1] : 우봉현령(牛峰縣令), 증 영의정(贈 領議政)
    - 어머니 - 안동김씨(安東金氏), 생원(生員) 김윤선(金胤先)의 장녀[6]
      - 동생 - 윤수연(尹粹然)[6] : 장단부사(長湍府使)
      - 동생 - 윤호연(尹浩然, 1553년 ~ ?)[6] : 영평현령(永平縣令)
      - 첫째 부인 여산송씨 - 첨지중추부사(僉知中樞府事) 송맹경(宋孟璟)의 딸[1]
        - 장남 - 윤경원(尹慶元, 1560년 ~ 1592년 10월 18일) : 형조좌랑(刑曹佐郞), 증 이조판서(吏曹判書), 충장공(忠壯公), 임진왜란 때 전사
        - 차남 - 윤길원(尹吉元, 1560년 ~ ?)[1] : 검열(檢閱)

      - 둘째 부인 전의이씨 - 현감(縣監) 이념(李念)의 딸[1]
        - 3남 - 윤희원(尹喜元, 1576년 ~ 1619년)[1]
        - 4남 - 윤상원(尹祥元)[1]
        - 5남 - 윤영원(尹榮元)[1]

      - 첫째 사위 - 이유심(李幼深)[1]
      - 둘째 사위 - 남석(南錫)[1]

## 기타
임진왜란 전쟁을 처리하는 과정에서 순국하였다. 선조는 생전 초상화 그리는 것을 싫어하였다. 그런데 그는 전란의 혼란 와중에 누군가 선조의 초상화를 그린 것을 발견, 이를 입수하여 비밀리에 보관해왔다.